# ال دیویس
آلن آر. دیویس (به انگلیسی: Allen R. Davis) (زاده ۴ ژوئیه ۱۹۲۹ – درگذشته ۸ اکتبر ۲۰۱۱) مدیر و مربی حرفه‌ای فوتبال آمریکایی بود. او به مدت ۳۹ سال، از سال ۱۹۷۲ تا زمان مرگش در سال ۲۰۱۱، شریک اصلی، مالک اصلی و مدیر عامل اصلی لیگ ملی فوتبال اوکلند رایدرز بود. رایدرها بخشی از لیگ فوتبال آمریکا بودند. او در سال ۱۹۶۶ به عنوان (کمیسر لیگ فوتبال آمریکا) خدمت کرد.
- دیویس که به دلیل شعار خود «فقط برنده، عزیزم» شناخته می‌شود، او توانست رایدرز را به یکی از موفق‌ترین و محبوب‌ترین تیم‌ها تبدیل کند. این فرنچایز از بزرگ‌ترین موفقیت‌های خود در دهه‌های ۱۹۷۰ و ۱۹۸۰ برخوردار بود، جایی که آنها مدعیان همیشگی پلی‌آف بودند و سه عنوان قهرمانی سوپربول را به دست آوردند. او در سال ۱۹۹۲ به تالار مشاهیر فوتبال حرفه‌ای راه یافت.
- او تنها مدیر اجرایی در تاریخ فوتبال آمریکا است که به عنوان دستیار مربی، سرمربی، مدیر کل، کمیسر و مالک خدمت کرده است.
- دیویس در سن ۸۲ سالگی در سوئیت خود در هتل هیلتون فرودگاه اوکلند در ساعت ۲:۴۵ بامداد به وقت محلی در ۸ اکتبر ۲۰۱۱ در اوکلند، کالیفرنیا درگذشت.[۵][۶] در روزهای پس از تشییع جنازه، آسوشیتدپرس اطلاعاتی در مورد مرگ دیویس به دست آورد. گواهی فوت، صادر شده توسط شهرستان آلامدا، فاش کرد که دیویس بر اثر «ریتم غیر طبیعی قلب، نارسایی احتقانی قلب و بیماری عضله قلب» درگذشته است.
- در فیلم سینمایی مدن بازیگر سرشناس هالیوود کریستین بیل در نقش ال دیویس ایفای نقش می‌کند.